# Cosmophorus infuscatus
Cosmophorus infuscatus är en stekelart som beskrevs av Van Achterberg 2000. Cosmophorus infuscatus ingår i släktet Cosmophorus och familjen bracksteklar. Inga underarter finns listade i Catalogue of Life.